# Catedral Mariamita de Damasc
La Catedral Mariamita de Damasc (àrab: الكَنِيسَة المَرْيَمِيَّة, al-Kanīsa al-Maryamiyya), també coneguda com a Església Maryamiyya, és una de les esglésies greco-ortodoxes més antigues de Damasc, capital de Síria. És la seu de l'Església Ortodoxa d'Antioquia. El conjunt de l'església es troba al Carrer Recte.

## Història

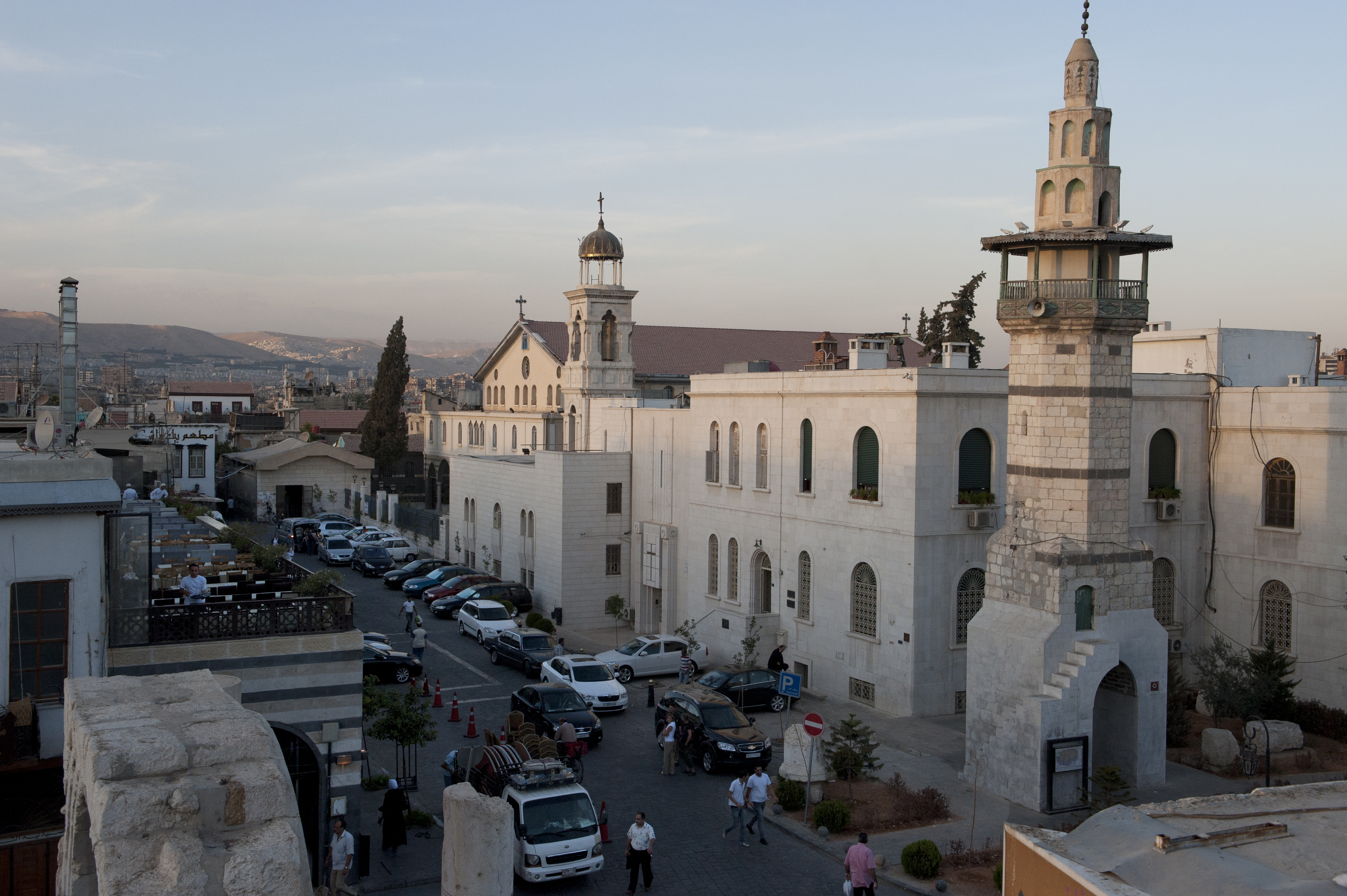
Visió general del temple.

Va existir una primera església en el mateix lloc que es va construir durant el segle iv o probablement abans. Després de la conquesta musulmana de Damasc, l'església va ser tancada fins al 706, quan el califa al-Walid va ordenar que fos retornada als cristians com a compensació per l'església de Sant Joan Baptista, que havia estat convertida en mesquita, l'actual mesquita dels Omeies.
L'església va ser destruïda i reconstruïda diverses vegades en anys posteriors. Va ser descrita pel geògraf andalusí Ibn Jubayr de la següent manera:
A l'interior del poble hi ha una església molt important per als romans. És coneguda com l'Església de Maria. La seva importància ve després de l'Església de Jerusalem. És un edifici preciós que inclou imatges miraculoses que atrauen la ment i els ulls. Està en mans dels romans i ningú s'hi oposa.

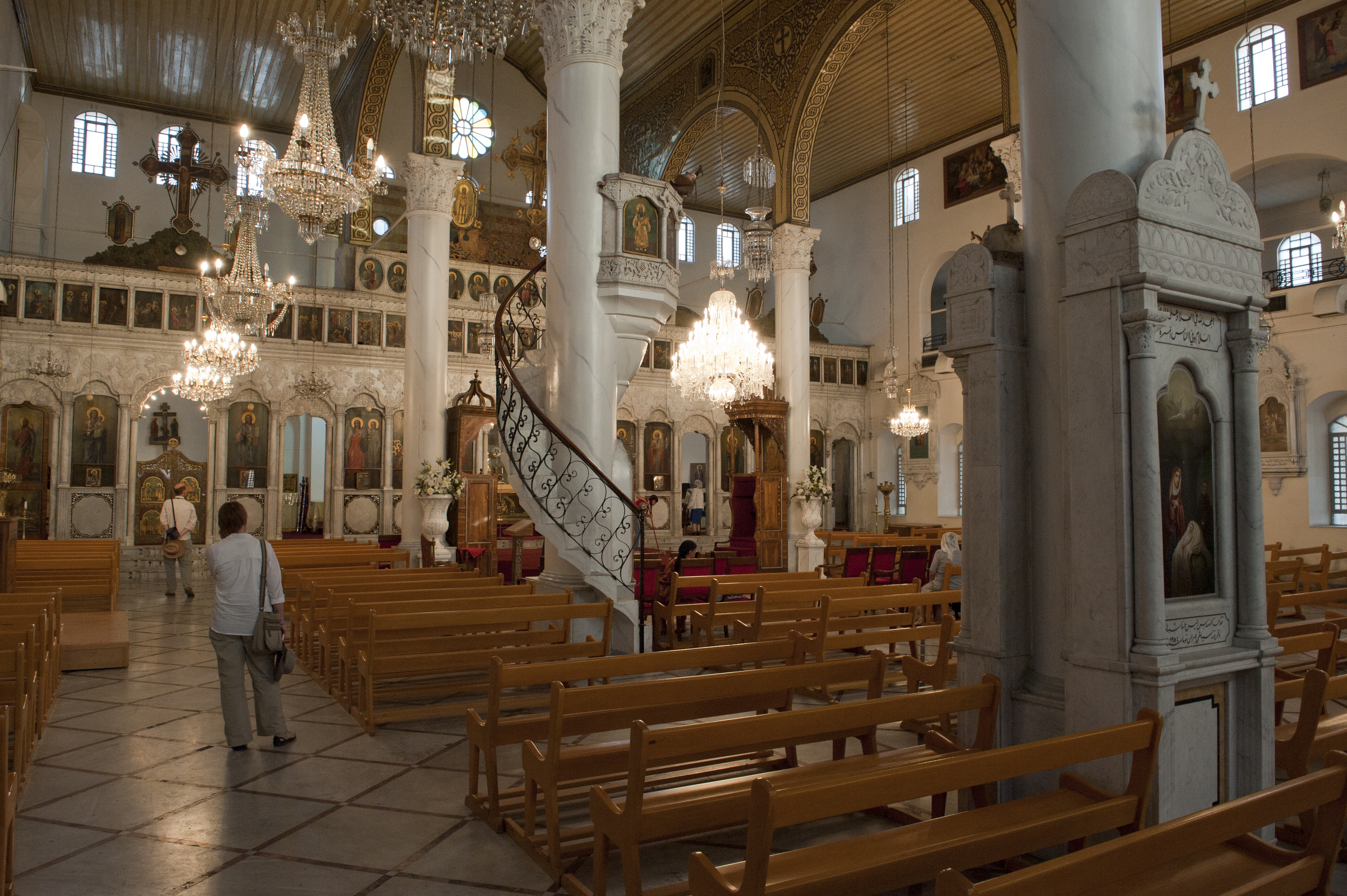
Interior.

El 1342, la Seu Patriarcal d'Antioquia va ser traslladada d'Antioquia a Damasc i l'església va servir com a seu de l'Església Ortodoxa Grega a l'Orient.
Arran dels aldarulls provocats pel conflicte entre drusos i cristians de 1860 al Líban, la catedral mariamita i la major part del barri cristià van ser cremats. El patriarca Hieroteu van ordenar-ne la reconstrucció tres anys més tard, amb fons i ajudes proporcionats pel govern de Rússia, i va ser renovada per última vegada el 1953.
El 17 de desembre de 2012 Yohanna Yazigi va ser elegit Primat de l'Església Ortodoxa Grega d'Antioquia i va assumir la seva seu episcopal a la Catedral Mariamita.
Durant la guerra civil a Síria, hi ha hagut atemptats reiterats a la zona de la catedral. La catedral va ser danyada significativament en un atac de morter el 8 de gener de 2018.

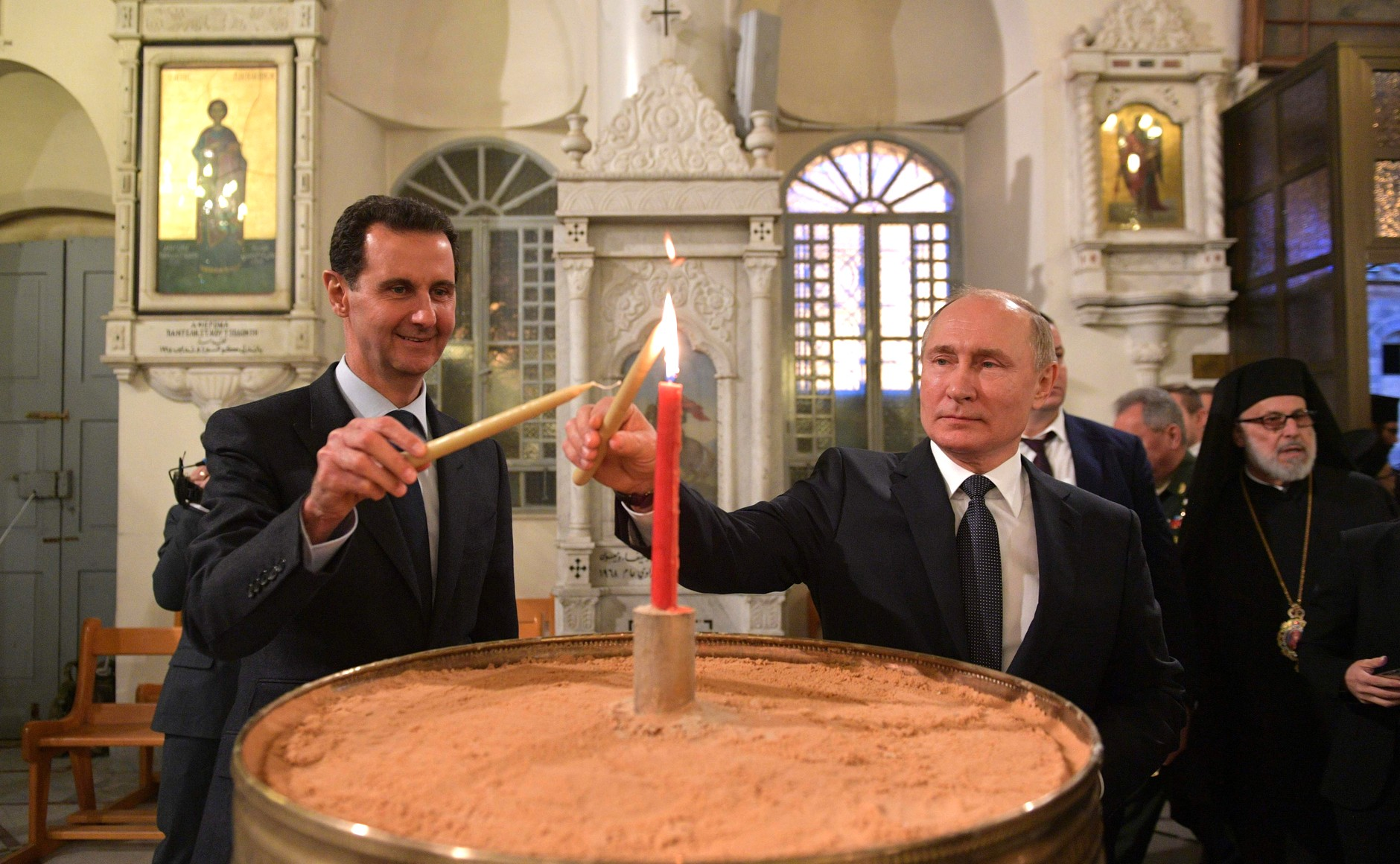
Al-Àssad i Putin a la catedral el 2020.

Pel Nadal ortodox del 7 de gener de 2020, el president rus Vladimir Putin va visitar la Catedral Mariamita juntament amb el seu homòleg sirià Baixar al-Àssad.

## Seccions

### Església de Maria
L'església de Maria és l'edifici principal de l'església, i data de finals del segle iv.

### Capella de Santa Tecla
La capella es va afegir al complex després de la restauració de la catedral el 1840. Comprèn la seu patriarcal de l'Església Ortodoxa Grega d'Antioquia.

### Capella de Santa Caterina
La capella es va afegir després de les obres de restauració. Conté un petit museu dedicat a la història de l'església.